# Будка у дороги
«Будка у дороги» (англ. Tollbooth) — американская драма с элементами триллера режиссёра Саломе Брезинер. Премьера фильма состоялась в ноябре 1994 года в Швеции на 4-м международном кинофестивале  в Стокгольме.

## Сюжет
Отец Дорис должен был приехать на десятый день рождения своей дочери, но бесследно исчез. Шли годы, Дорис исполнилось двадцать лет, она работала на заправочной станции и до сих пор ждала своего отца. Джек, работающий сборщиком дорожной пошлины, мечтает жениться на Дорис и стать полицейским, однако у девушки уже есть отношения с парнем по имени Дэш, который трудится в рыбной лавке. Возникает любовный треугольник. Однажды ночью возвращается отец Дорис, но он умирает на руках Дэша…

## В ролях
- Файруза Балк — Дорис
- Ленни Фон Долен — Джек
- Уилл Паттон — Дэш Пеппер
- Сеймур Кассель — Ларри / Леон
- Луиза Флетчер — Лиллиан
- Джеймс Уайлдер — Вик
- Уильям Кэтт — Вэгги
- Кэтрин Клвана — Лиллиан в юности
- Роберта Хэнли — Твайла

## Съёмочная группа
- Сценарист: Саломе Брезинер
- Режиссёр: Саломе Брезинер